# Дарабанський мис
Дарабанський мис — геологічна пам'ятка природи місцевого значення в Україні. Розташована в межах Хотинського району Чернівецької області, на південь від села Анадоли. 
Площа 21 га. Статус надано згідно з рішенням 2-ї сесії обласної ради XXII скликання від 16.12.1994 року. Перебуває у віданні Анадольської сільської ради. 
Статус надано з метою збереження унікального геоморфологічного утворення на березі Дністра. Територія пам'ятки охоплює невисокий пагорб завдовжки бл. 500 м. і завширшки 50—100 м. зі стрімкими схилами та невеликими печерами і численними історико-археологічними пам'ятками.